# 磯路
磯路（いそじ）は、大阪府大阪市港区にある町名。現行行政地名は磯路一丁目から磯路三丁目。

## 地理
港区の中央部に位置し、東に市岡元町、西に夕凪、南に市岡、北に弁天と接している。

## 世帯数と人口
2019年（平成31年）3月31日現在の世帯数と人口は以下の通りである。
| 丁目       | 世帯数    | 人口    |
| ---------- | --------- | ------- |
| 磯路一丁目 | 428世帯   | 661人   |
| 磯路二丁目 | 1,515世帯 | 2,840人 |
| 磯路三丁目 | 1,602世帯 | 3,097人 |
| 計         | 3,545世帯 | 6,598人 |

### 人口の変遷
国勢調査による人口の推移。
| 1995年（平成7年）  | 7,144人 | [ 5 ] |  |
| 2000年（平成12年） | 6,953人 | [ 6 ] |  |
| 2005年（平成17年） | 6,519人 | [ 7 ] |  |
| 2010年（平成22年） | 6,376人 | [ 8 ] |  |
| 2015年（平成27年） | 6,316人 | [ 9 ] |  |

### 世帯数の変遷
国勢調査による世帯数の推移。
| 1995年（平成7年）  | 3,016世帯 | [ 5 ] |  |
| 2000年（平成12年） | 3,096世帯 | [ 6 ] |  |
| 2005年（平成17年） | 2,946世帯 | [ 7 ] |  |
| 2010年（平成22年） | 3,154世帯 | [ 8 ] |  |
| 2015年（平成27年） | 3,180世帯 | [ 9 ] |  |

## 事業所
2016年（平成28年）現在の経済センサス調査による事業所数と従業員数は以下の通りである。
| 丁目       | 事業所数  | 従業員数 |
| ---------- | --------- | -------- |
| 磯路一丁目 | 57事業所  | 603人    |
| 磯路二丁目 | 120事業所 | 1,148人  |
| 磯路三丁目 | 134事業所 | 1,005人  |
| 計         | 311事業所 | 2,756人  |

## 交通
- 国道43号
- 国道172号
- 中央大通

## 施設
- 大阪国税局 港税務署
- 大阪市立磯路小学校
- 大阪市立市岡中学校
- りそな銀行 市岡支店
- 大阪みなと中央病院
- 尼崎信用金庫 港支店
- ライフ 弁天町店
- 磯路中央公園

## その他

### 日本郵便
- 〒552-0003[3]（集配局：大阪港郵便局[11]）